# Mitchel Megginson
Mitchel Megginson (Aberdeen, 7 maart 1992) is een Schotse voetballer (aanvaller) die sinds 2009 voor de Schotse eersteklasser Aberdeen FC uitkomt. 
Megginson maakte zijn debuut voor Aberdeen in de Europa Leaguewedstrijd tegen het Tsjechische Sigma Olomouc. In april 2010 werd hij verhuurd aan Arbroath FC tot het einde van het seizoen. Van februari tot mei 2011 speelt hij op uitleenbasis voor Brechin City.
Hij speelde zes wedstrijden voor de Schotse U-17, daarin kon hij driemaal scoren.